# 騙財騙色
《騙財騙色》1976年邵氏電影公司出品，導演李翰祥執導的香港電影。

## 電影內容
電影分為四個章幕：
1. 針到命除：華亦佗（谷峰）是個江湖郎中，帶著徒弟招搖撞騙，只要金針一只，針到病除。不料某次遇到一女童出水痘，竟說患楊梅瘡，結果給了一針卻針到命除，最後被街訪處罰要徒弟揹著童屍遊街。
2. 印鈔票機：富家女蘇菲（邵音音）與安娜（丹娜）被一男子騙說有人發明了印鈔票機，經過幾次購物試驗後，真的高價購買，結果印出來的卻是白紙。
3. 花柳醫生：少婦曹麗珠（汪萍）到珠寶店買了批昂貴首飾，要珠寶店員工（康凱）到花柳醫生曹濟人那收帳，騙說是兄妹。結果員工不但收不到錢，還被抽了血。
4. 我要官人：通用公司總經理（岳華）背著夫人（陳萍）與新來的業務主任（余莎莉）私通。後來發現被情婦騙了公司的錢，夫人還跟公司男職員有染。

## 人物角色
| 角色名稱 | 演員     | 備註       |
| -------- | -------- | ---------- |
| 華亦陀   | 谷峰     | 江湖郎中   |
|          | 吳明才   | 徒弟       |
|          | 歐陽莎菲 |            |
|          | 郝履仁   |            |
|          | 沈勞     |            |
| 蘇菲     | 邵音音   |            |
| 安娜     | 丹娜     |            |
|          | 詹森     |            |
|          | 積高     |            |
|          | 康凱     | 珠寶店員工 |
| 曹麗珠   | 汪萍     |            |
| 曹濟人   | 姜南     | 花柳醫生   |
|          | 夏萍     |            |
|          | 鄭少萍   | 護士       |
|          | 岳華     |            |
|          | 余莎莉   |            |
|          | 江洋     |            |
|          | 陳萍     |            |
| 戴祿茂   | 田青     |            |
|          | 劉陸華   | 警察       |

## 備註
1. ↑  香港電影票房 1976 〔華語電影〕 的存檔，存档日期2008-10-05.，〈香港電影票房全紀錄〉

## 外部連結
- 開眼電影網上《騙財騙色》的資料（繁體中文）
- 香港影庫上《騙財騙色》的資料（繁體中文）
- 时光网上《騙財騙色》的資料（简体中文）
- 豆瓣电影上《騙財騙色》的資料 （简体中文）
- AllMovie上《騙財騙色》的资料（英文）
- 互联网电影数据库（IMDb）上《騙財騙色》的资料（英文）